# 모아쓰기
모아쓰기는 한글을 모아 쓴 것이다. 예를 들면 'ㅎㅏㄴㄱㅡㄹ'을 '한글'로 쓴 것이다.

## 같이 보기
- 풀어쓰기